# 非正式命名中生代爬行动物列表
非正式命名中生代爬行动物列表是一个关于未有正式科学名称的中生代爬行类的列表，仅含发布失当或未正式发表的名称。此列表中的名称有以下类型：
- 裸名（Nomen nudum）：即已发表但未能遵循《国际动物命名法规》的无效名（英语：Unavailable name），因而不能用斜体字排印或在稿件的字下划横线。
- 手稿名（Nomen manuscriptum）：即在手稿中出现但未正式公布的名称。除描述、定义、指示或鉴别特征外，手稿名等价于裸名。
- 论文名（Nomen ex dissertationae）：即在学位论文中出现但未正式公布的名称。
- 研究人员或出版社给标本、分类群等起的昵称或描述性名称。

另需注意：
- 此列表的“爬行动物”不包括恐龙。

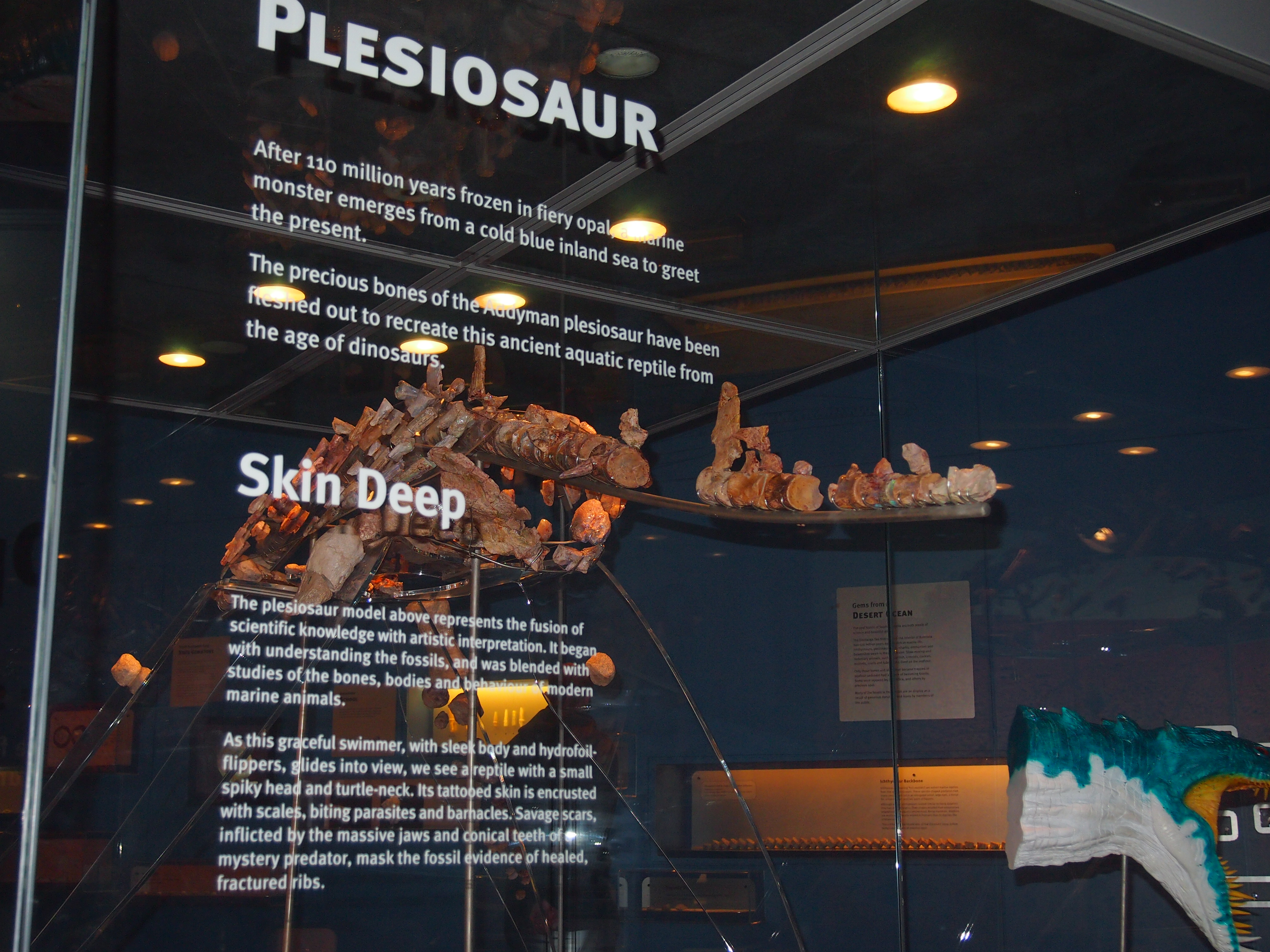
南澳大利亚博物馆的“阿迪曼蛇颈龙”骨架模型

- 重新描述或成为有效名之次异名者将从列表中删除。

| 目录 | A B C D E F G H I J K L M N O P Q R S T U V W X Y Z – 参见 |

## A

### 阿迪曼蛇颈龙

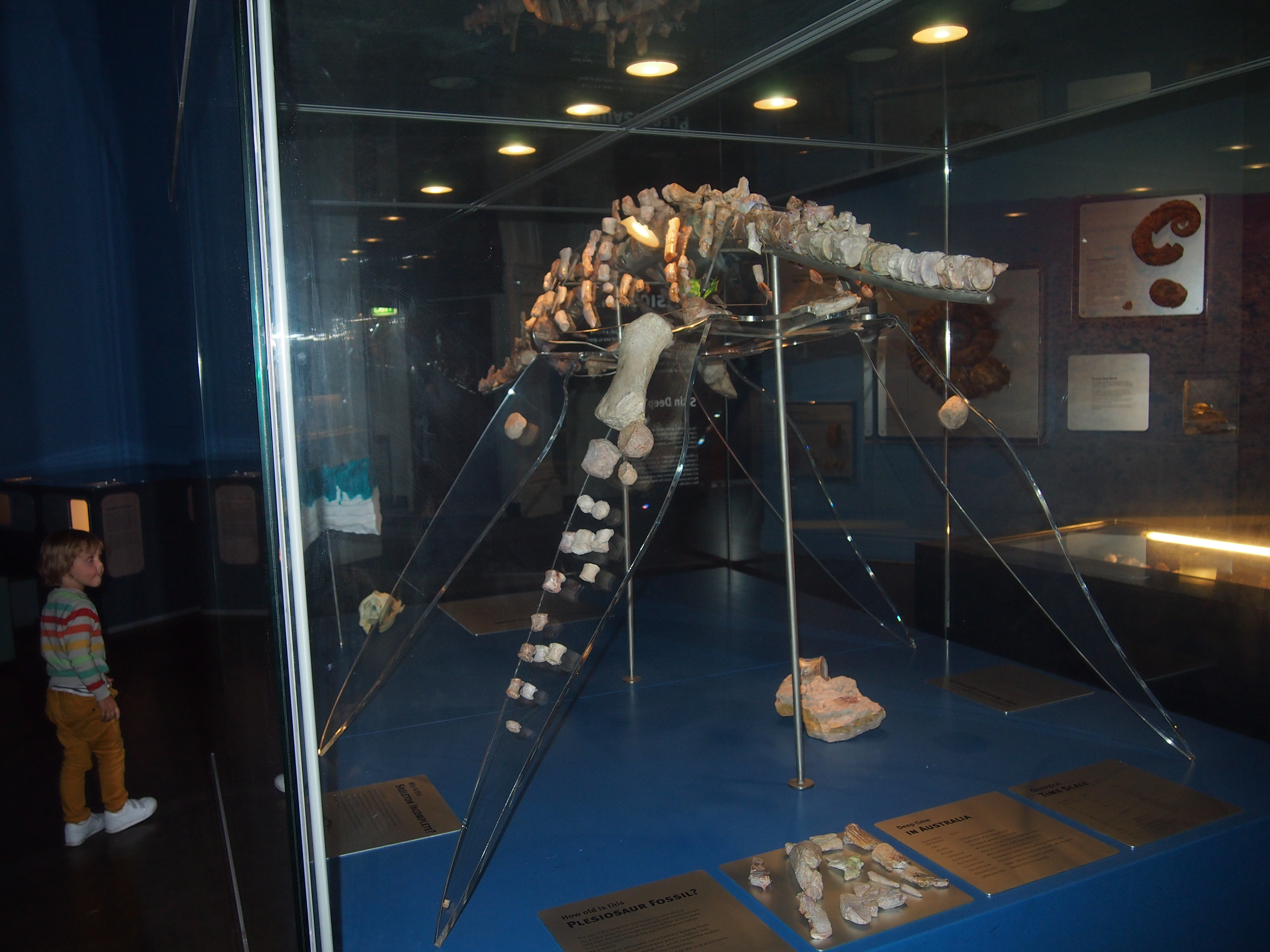
“阿迪曼蛇颈龙”化石

阿迪曼蛇颈龙（"Addyman plesiosaur"）是一件长锁龙科蛇颈龙类标本的非正式名称，由蛋白石矿工约翰·阿迪曼（John Addyman）及莫利·阿迪曼（Molly Addyman）于1967年从澳洲南部安达穆卡的布多格页岩发现。其于2009年被归入长锁龙未定种，可能是一只幼年永生龙。这具80%完整的骨骼长70（28英寸），是迄今已知最小最不成熟的蛇颈龙类标本，现收藏于南澳大利亚博物馆，被誉为“世界上已知最好的欧泊化骨骼”。

### 非洲翼龙

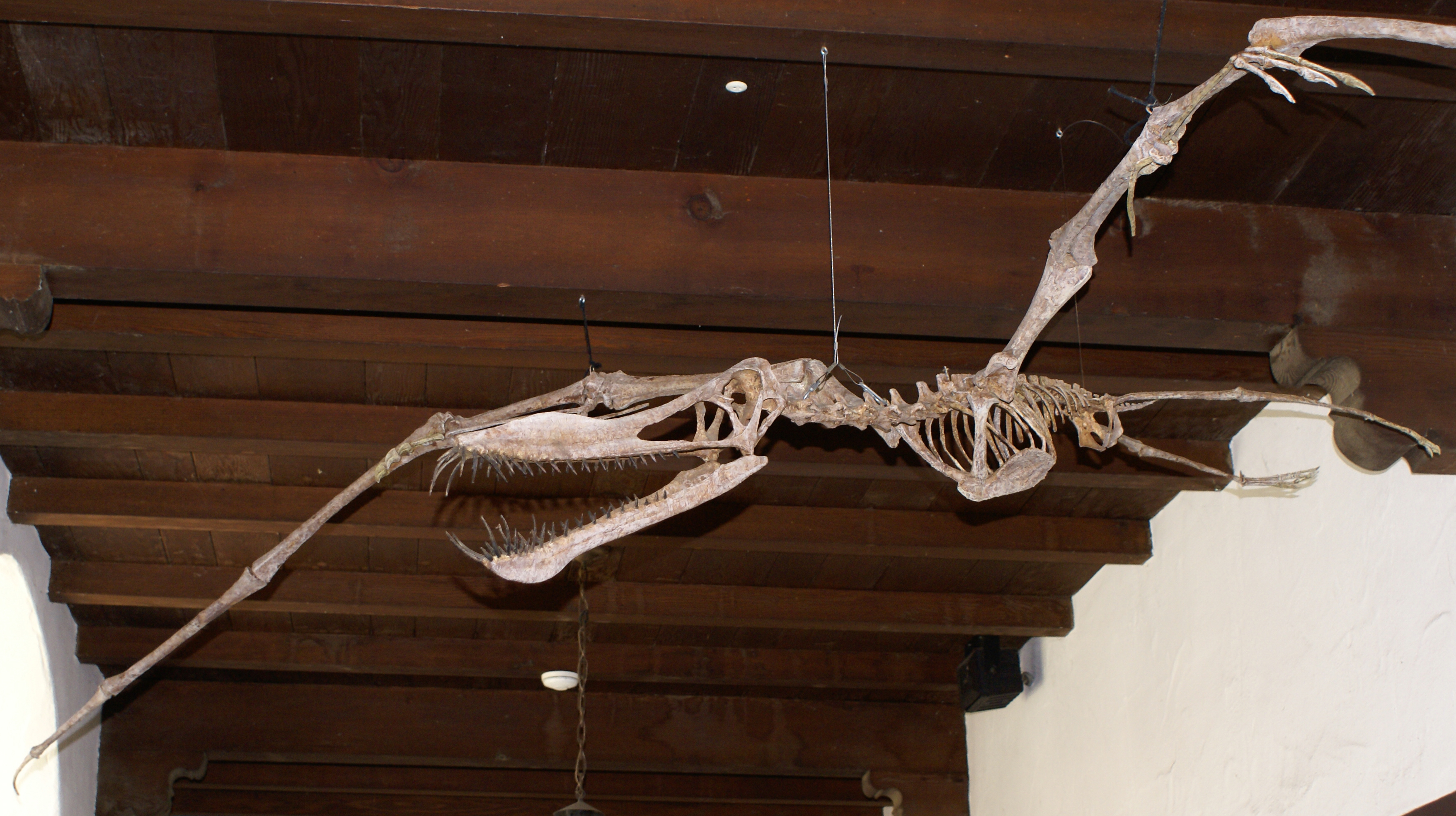
真实大小的“非洲翼龙”骨骼模型

非洲翼龙（"African pterosaur"）为保罗·塞里诺团队报道的一件尼日尔早白垩世翼龙标本的非正式称呼。标本据称是一只不完整的翅膀，这类发现在非洲尚属首次。芝加哥举办的“GIANTS”展会上还出示了该动物真实大小的骨骼模型。尽管并未说明该标本属于哪类翼龙，但从相关牙齿材料来看应属食鱼动物，与南美巴西发现的几种翼龙相似，翼展估计有5（16英尺）宽。该标本后于国家地理播出的两小时特别节目《天空怪兽》（2006年）中亮相，节目展示了这种动物的发现及塞里诺团队对于重建真实尺寸模型的尝试。2000年，塞里诺在尼日尔考察的更新章节中称其团队找到了当地存在大型翼龙的证据。2000年的采访中，参与考察的大卫·布莱克本（David Blackburn）讲述了这件残缺翼龙翅膀的发现过程。布莱克本后来在2002年的会议摘要中讨论了埃拉兹组的翼龙标本，并称其为“非洲唯一有文献记载的翼龙附肢材料”。文中将这只不完整的翅膀归入古魔翼龙科，并将当地发现的一块左肱骨归入古神翼龙超科。

### 滨龙

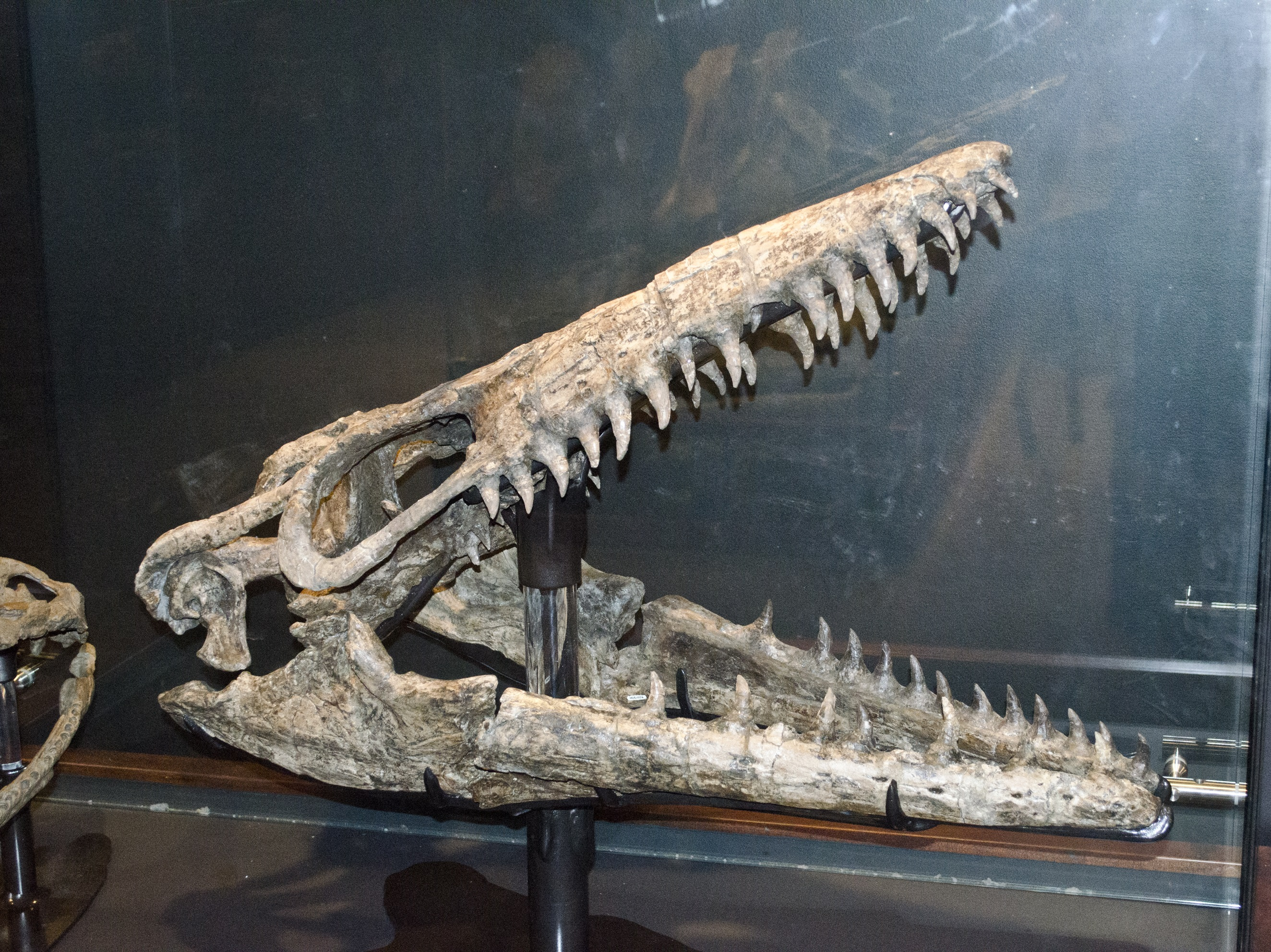
“滨龙”颅骨化石

滨龙（"Aktisaurus"，意为“海岸蜥蜴”）是一个论文名，由哈莉·普里切特·斯特里特（Hallie Pritchett Street）在博士论文中作为新属提出以容纳沧龙属下一个自命名以来就分类不明的物种：锥齿沧龙（Mosasaurus conodon，即标本AMNH 1380）。斯特里特的系统发育分析将沧龙恢复为单系属，并为先前归入沧龙的物种建立了几个新属。该分析将“滨龙”恢复为浮龙的姐妹群，两者牙齿上嵴的相似形态也证明了这一点。

### 钝吻龙
钝吻龙（"Amblyrhynchosaurus"，意为“钝吻部的蜥蜴”）及其拟定的模式种威氏钝吻龙（"Amblyrhynchosaurus wiffeni"）是斯特里特在一篇围绕沧龙分类系统撰写的博士论文中以新属新种地位发表的论文名。拟定的正模标本是NZGS CD 535，为新西兰北岛曼加塔尼瓦砂岩（Maungataniwha Sandstone）发现的一个近乎完整的沧龙亚科颅骨。“钝吻龙”颅骨形态类似倾齿龙，但被恢复为莫那龙的姐妹群，同时也是沧龙的近亲。种加词致敬古生物学家琼·威芬，但鉴于正文存在“wiffeni”和“wiffenae”两种拼写，其正确拼写方式仍不明确。

### 对跖泳龙
对跖泳龙（"Antipodenectes"，意为“来自世界另一端的游泳者”）为斯特里特在博士论文中提出的论文名，作为新属容纳威尔斯（S. P. Welles）与格雷格（D. R. Gregg）于1971命名的长蜥沧龙（Mosasaurus mokoroa）这一物种。斯特里特的系统发育分析将沧龙恢复为单系属，遂命名新属以包含此分类单元，并将其恢复为浮龙和“滨龙”的近亲。正模标本CM Zfr-1发现于新西兰南岛的康威组。

### 奥斯特巨兽

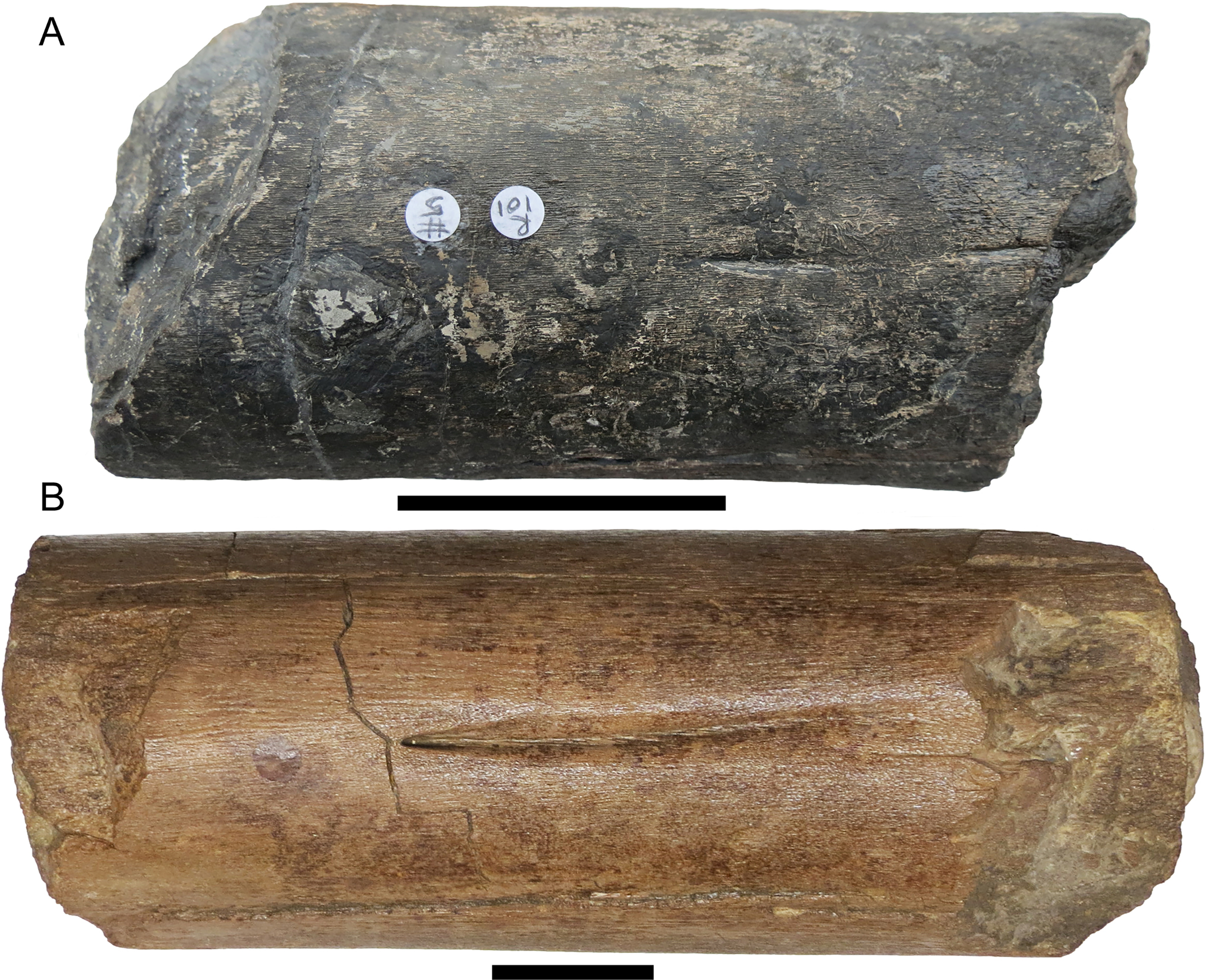
图中为奥斯特崖发现的两种大型鱼龙的上隅骨：A.泰坦鱼龙，B.“奥斯特巨兽”

奥斯特巨兽（"Aust Colossus"）是为奥斯特崖晚三叠世（瑞替期）西伯利组发现的巨型鱼龙类标本（BRSMG Cb3869、BRSMG Cb3870、BRSMG Cb4063及BRSUG 7007）所取的非正式名称。初步估计“奥斯特巨兽”体长超过30（98英尺），甚至比同一地层超过25（82英尺）的泰坦鱼龙还要庞大，不过描述者也承认这一论断猜测的成分很大。

## B

### 勇士龟
勇士龟（"Batoremys"）是龟鳖目的一个无效属，生存于早白垩世的蒙古，据称属于大贝氏龟科。其化石是在戈壁沙漠发现，并由纳拉曼达于2000年首次命名，拟定的模式种是纤细勇士龟（"Batoremys leptis"）。该物种从未有过正式描述，故被视作裸名。

## C

### 辛尼札龙
辛尼札龙（"Cinizasaurus"）是新墨西哥发现的一件晚三叠世化石的论文名，最初被认为属于兽脚类恐龙。标本编号为NMMNH P-18400，由胫骨、椎骨和其它碎片组成，出土于温盖特堡附近晚三叠世卡尼期钦利组的蓝水溪段（Bluewater Creek Member）。拟定的模式种亨氏辛尼札龙（"Cinizasaurus hunti"）由安德鲁·赫克特（Andrew Heckert）在其未发表的论文中命名，但从未被采纳。2007年，内斯比特、厄米斯与帕克重新描述了先前被认为属于恐龙的北美晚三叠世材料，其中NMMNH P-18400和NMMNH P-18401均被鉴定为分类不明的主龙形类。

### 穆尔维尔硬椎龙
穆尔维尔硬椎龙（Clidastes "moorevillensis"）是沧龙科下一个非正式命名的物种，化石发现于阿拉巴马州晚白垩世的穆尔维尔白垩组。该物种是在1975年的一篇学位论文中命名，但从未被正式描述过，且缺乏可将自身与存疑的平齿硬椎龙（C. liodontus）区分开来的有效鉴定特征。

### 隐盗龙
隐盗龙（"Cryptoraptor"，意为“神秘的／隐藏的窃贼”）是新墨西哥发现的一件晚三叠世化石的论文名，最初被认为属于恐龙。标本编号为NMMNH P-17375，是一具包含椎骨、耻骨和部分股骨的破碎骨骼，出土于奎伊县晚三叠世诺利期的牛峡谷组。拟定的模式种洛氏隐盗龙（"Cryptoraptor lockleyi"）由阿德里安·亨特（Adrian Hunt）在其未发表的论文中命名，但从未被采纳。2007年，内斯比特、厄米斯与帕克重新描述了先前被认为属于恐龙的北美晚三叠世材料，作者在描述中称其化石缺乏恐龙独有的特征，因此只能鉴定为分类不明的主龙类。

### 屈埃尔斯鱼龙
屈埃尔斯鱼龙（"Cuers ichthyosaur"）是法国屈埃尔斯晚三叠世（瑞替期）地层出土的巨型鱼龙类标本（即MHNTV PAL-1-10/2012与MHNTV PAL-2/2010）的非正式名称。这种动物被认为与欧坦发现的鱼龙类标本（包括瑞替鱼龙［Ichthyosaurus rheticus］和龙骨鱼龙［Ichthyosaurus carinatus］两个物种，二者均为疑名）及泰坦鱼龙类似。

### 腔蜥鳄
腔蜥鳄（"Cystosaurus"）据称是种生存于法国的真蜥鳄科，由艾蒂安·若弗鲁瓦·圣伊莱尔于1831年非正式命名。该属从未有过正式描述，因此被视为裸名。理查德·莱德克命名藏匿龙时误以为自己拟定的学名Cryptosaurus与“腔蜥鳄”属名重复，故于1889年将前者更名为Cryptodraco。

## H

### 河东鳄
河东鳄（"Hadongsuchus"，意为“河东郡的鳄鱼”）为韩国早白垩世（阿普第期至阿尔布期）霞山洞组发现的一种鳄型类。唯一标本是2002年发现的一个52（2.0英寸）长的完整颅骨（KIGAM VP 200401），在2005年的一篇学位论文中被非正式命名为尖齿河东鳄（"Hadongsuchus acerdentis"）。第三颗前颌齿的某些特征可将该属与其它近缘鳄形类区分开来。像其它原鳄类一样，河东鳄据信是种完全陆生的善奔走动物，拥有半直立姿势。李恒宰（2005年）提出本属与其它三种鳄型类，即山东鳄、四川鳄和峡谷鳄组成了一个与原鳄科互为姐妹群关系的新科，其中峡谷鳄与河东鳄关系最近。

### 布氏海诺龙
布氏海诺龙（Hainosaurus "boubker"）是一个非正式命名的沧龙科物种，化石发现于摩洛哥奥勒德阿卜杜恩盆地的西迪彻纳恩（Sidi Chennane）磷矿。“布氏海诺龙”描述发表于知名掠夺性出版商美国科研出版社旗下期刊上，导致此论文及该分类单元的有效性存疑。部分学者暂时认定该物种有效。

### 常陆那珂龙
常陆那珂龙（日语： Hitachinaka-ryu）是为日本茨城县坎帕期至马斯特里赫特期那珂凑群发现的一块骨头取的昵称。其最初被鉴定为翼龙的右肩胛骨，后来被重新鉴定为鳖科的右肱骨，估计壳长大致介于60—70（24—28英寸）之间。其已于2021年被更名为常陆那珂大鳖（日语： Hitachinaka-oosuppon）。

### 荒木穗别龙
荒木穗别龙（日语： Hobetsu-araki-ryu）又称“Hoppy”，为日本北海道早坎帕期虾夷群发现的一件薄板龙科标本（HMG 1）的昵称。这种动物虽已发现众多颅后材料，但仍不足以定属。

## I

### 伊姆兰汗鹰龙
伊姆兰汗鹰龙（"Imrankhanuqab"，在乌尔都语或西莱基语中意为“伊姆兰·汗的鸟”，其中“uqab”特指鹰隼等猛禽）是翼龙目的一个属，生存于晚白垩世的巴基斯坦。拟定的模式种是首领伊姆兰汗鹰龙（"Imrankhanuqab qaeddiljani"），由穆哈马德·萨迪克·马尔卡尼（Muhammad Sadiq Malkani）于2023年在知名掠夺性出版物美国科研出版商旗下期刊上首次描述。拟定的正模标本GSP/Sangiali-1175发现于俾路支省巴尔汗县，出自马斯特里赫特期的维达格里组，由一个综荐骨、一对髂骨和几块有空腔的骨头组成。马尔卡尼将本属归入所谓的“西莱基龙科”，该科另一成员即西莱基龙自身，但后者已于2024年被重新鉴定为属于兽脚类的西北阿根廷龙科。

### 印度河暴鳄
印度河暴鳄（"Induszalim"）是中真鳄类的一属，由马尔卡尼根据巴基斯坦维达格里组发现的零散遗骸命名。拟定的模式种巨型印度河暴鳄（"Induszalim bala"）是在2014年的一篇会议摘要中命名，这也使该物种沦为裸名。

## K

### 卡奥龟
卡奥龟（"Kaosaurus"）是龟鳖目无效的一属，分布于马斯特里赫特期的尼日尔因达曼山（Mont In Daman）一带，由米肖特于2002年描述，模式种是多棘卡奥龟（"Kaosaurus spiniferus"）。其命名不符合《国际动物命名法规》的流程，因此不具有效性。米肖特还描述了同一地区发现的层齿鱼物种因达曼层齿鱼（"Stratodus indamanensis"）及其较小的近亲微层齿鱼（"Ministratodus"），两者皆有效性存疑。

### 胡兹达尔鳄
胡兹达尔鳄（"Khuzdarcroco"）是一个据称属于中真鳄类的非正式属，由马尔卡尼在2015年的一篇学术研讨会摘要中首次提出，是根据巴基斯坦格鲁组（Goru Formation）发现的肋骨碎片所建立。拟定的模式种是扎赫里胡兹达尔鳄（"Khuzdarcroco zahri"）。

### 北谷组的棱角鳞鳄科

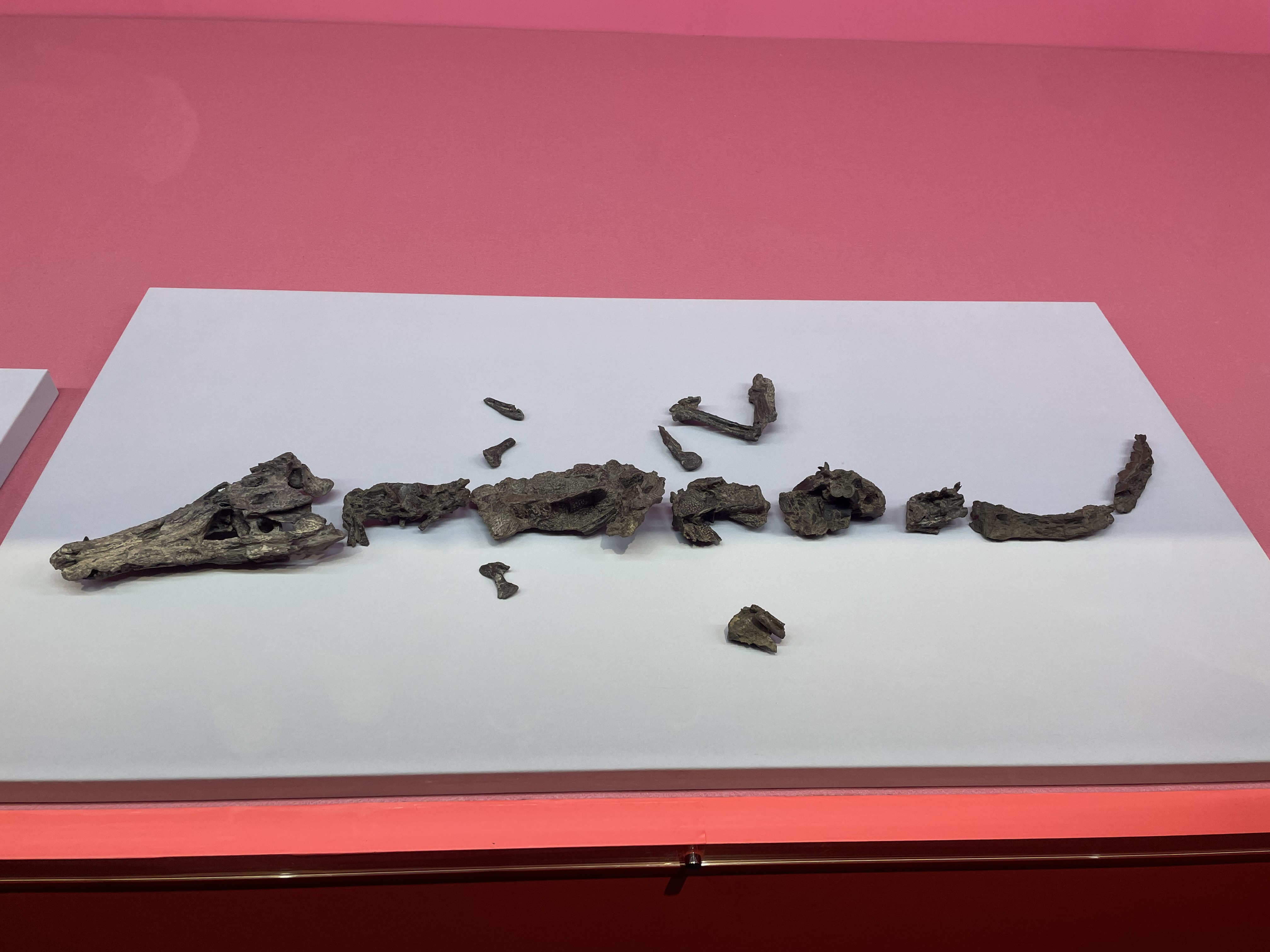
北谷组的棱角鳞鳄科化石

北谷组的棱角鳞鳄科（"Kitadani goniopholidid"）也称手取鳄（日语： Tetori-wani，意即“手取群的鳄鱼”），是日本北谷组发现的一种棱角鳞鳄科。1982年从北谷恐龙采石场发现了这种动物近乎完整的骨骼，也是该采石场出土的首个脊椎动物化石。2024年描述了可能属于同一分类单元的部分材料。

## L

### 利克霍勒龙
利克霍勒龙（"Likhoelesaurus"，意为“利克霍勒的蜥蜴”）是种迄今仍未描述的主龙形类，生存于晚三叠世的南非，可能属于恐龙或劳氏鳄目。“利克霍勒龙”由保罗·埃伦伯格（Paul Ellenberg）于1970年命名，拟定的模式种是巨型利克霍勒龙（"Likhoelesaurus inges"），得名自发现化石的利克霍勒（Li Khole）镇。该属目前仅有牙齿发现，来自晚卡尼期至早诺利期的下艾略特组。埃伦伯格（1972年）认为该属是种巨大的肉食龙类恐龙，科琴和拉特（1984年）则认为它是巴苏陀齿龙的近亲。法比恩·诺尔（Fabien Knoll）在2004年的研究中提出“利克霍勒龙”可能属于劳氏鳄目。

## M

### 梅西鳄
梅西鳄（"Macysuchus"）为植龙目非正式命名的一个属，化石发现于德克萨斯州晚三叠世库珀谷组，仅有短喙梅西鳄（"Macysuchus brevirostris"）一个物种。该属是在一篇学位论文上命名的，是根据一个关节连接且包含颅骨及颅后骨骼的标本（TTUP 9425）所建立。斯皮尔曼与卢卡斯（2012年）后来将该标本归入格氏雷东达龙。

### 海综龙

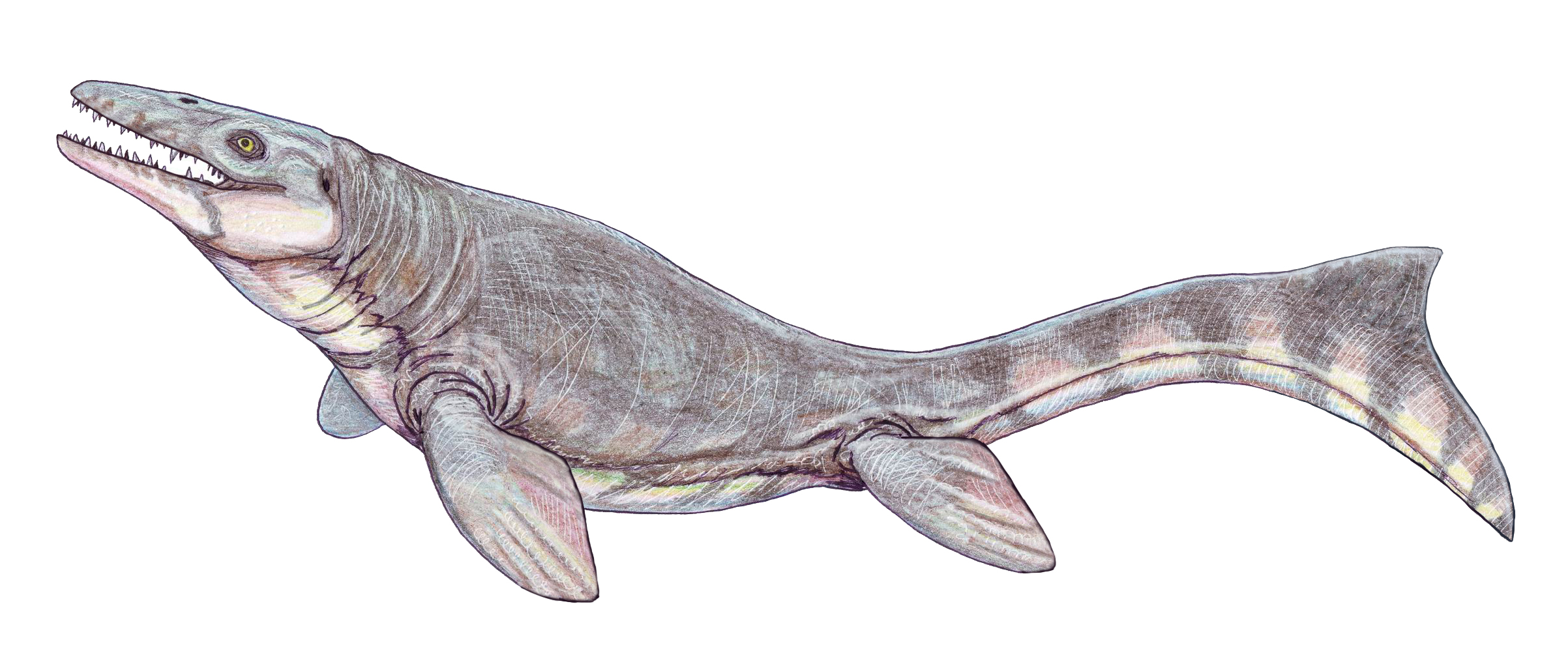
怀帕拉倾齿龙（海综龙）的复原图

海综龙（"Marichimaera"，意为“海洋的嵌合体”）为斯特里特在其以沧龙分类系统为主题的博士论文中创建的论文名，因其正模标本（CM Zfr-108）兼具类似沧龙及倾齿龙的特征而得名，是为容纳先前命名的物种怀帕拉倾齿龙（Prognathodon waiparaensis）而提出。斯特里特的系统发育分析正好将该属恢复到沧龙族以外。正模标本在新西兰南岛的拉迪莫尔组（Ladimore Formation）发现。

### 米沙西莱基鳄
米沙西莱基鳄（"Mithasaraikistan"）是鳄型类非正式命名的一属，生存于晚白垩世马斯特里赫特期，由马尔卡尼（2021年）在知名掠夺性出版商美国科研出版社旗下期刊中首次提出，拟定的模式种是尼氏米沙西莱基鳄（"Mithasaraikistan ikniazi"）。共有两件已知标本：正模标本GSP/MSM-4-3是一块吻突，GSP/MSM-139-3则是一些齿骨支，二者均发现于巴基斯坦俾路支省的维达格里组。

### 穗别莫那龙

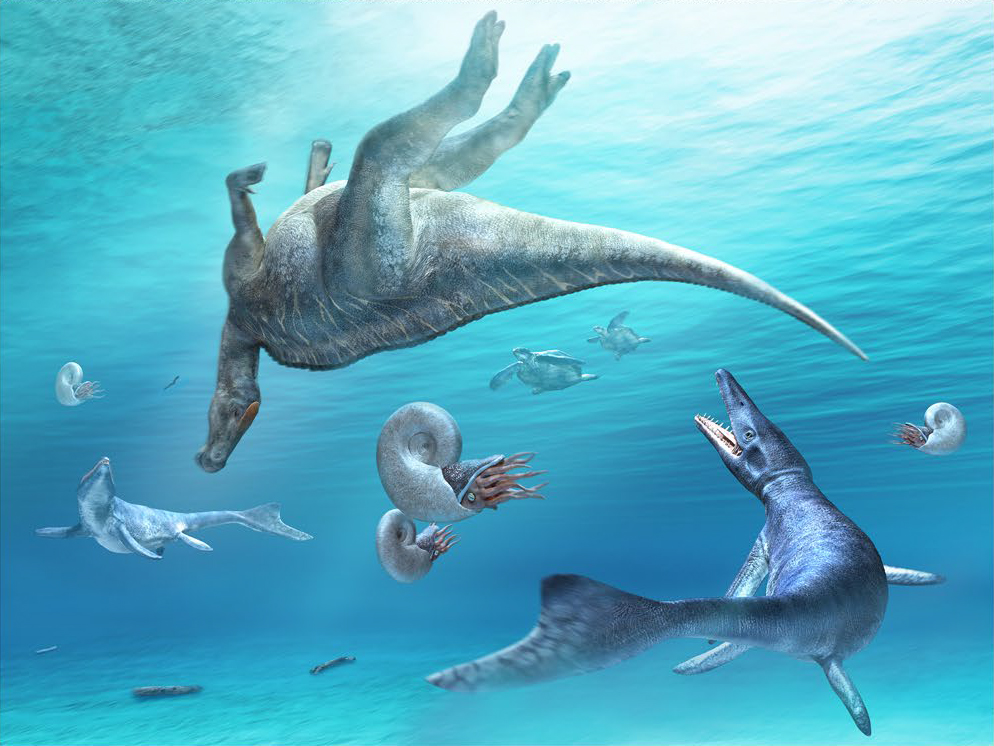
一对在神威龙浮尸周围徘徊的穗别沧龙（莫那龙）

穗别莫那龙（"Moanasaurus hobetsuensis"）为斯特里特在其以沧龙分类系统为主题的博士论文中创建的论文名。该物种原名穗别沧龙（Mosasaurus hobetsuensis），于1985年首次命名，作者在文中将其重新归入莫那龙。系统发育分析将其标本（HMG 12）放在莫那龙属下，但在肱骨关节盂髁呈鞍形及椎骨和桡骨的其它特征上又不同于模式种曼加桓加莫那龙（M. mangahouangae）。“穗别莫那龙”唯一已知遗骸发现于日本北海道函渊群。

### 长喙莫那龙
长喙莫那龙（Moanasaurus "longirostris"）为斯特里特在其以沧龙分类系统为主题的博士论文中创建的论文名，作为莫那龙新种的身份而被提出。正模标本IRSNB 3211发现于比利时，但确切地点不明。“长喙莫那龙”与曼加桓加莫那龙及“穗别莫那龙”在隅骨关节突形态上有所不同。

### 阿兰伯利怪兽

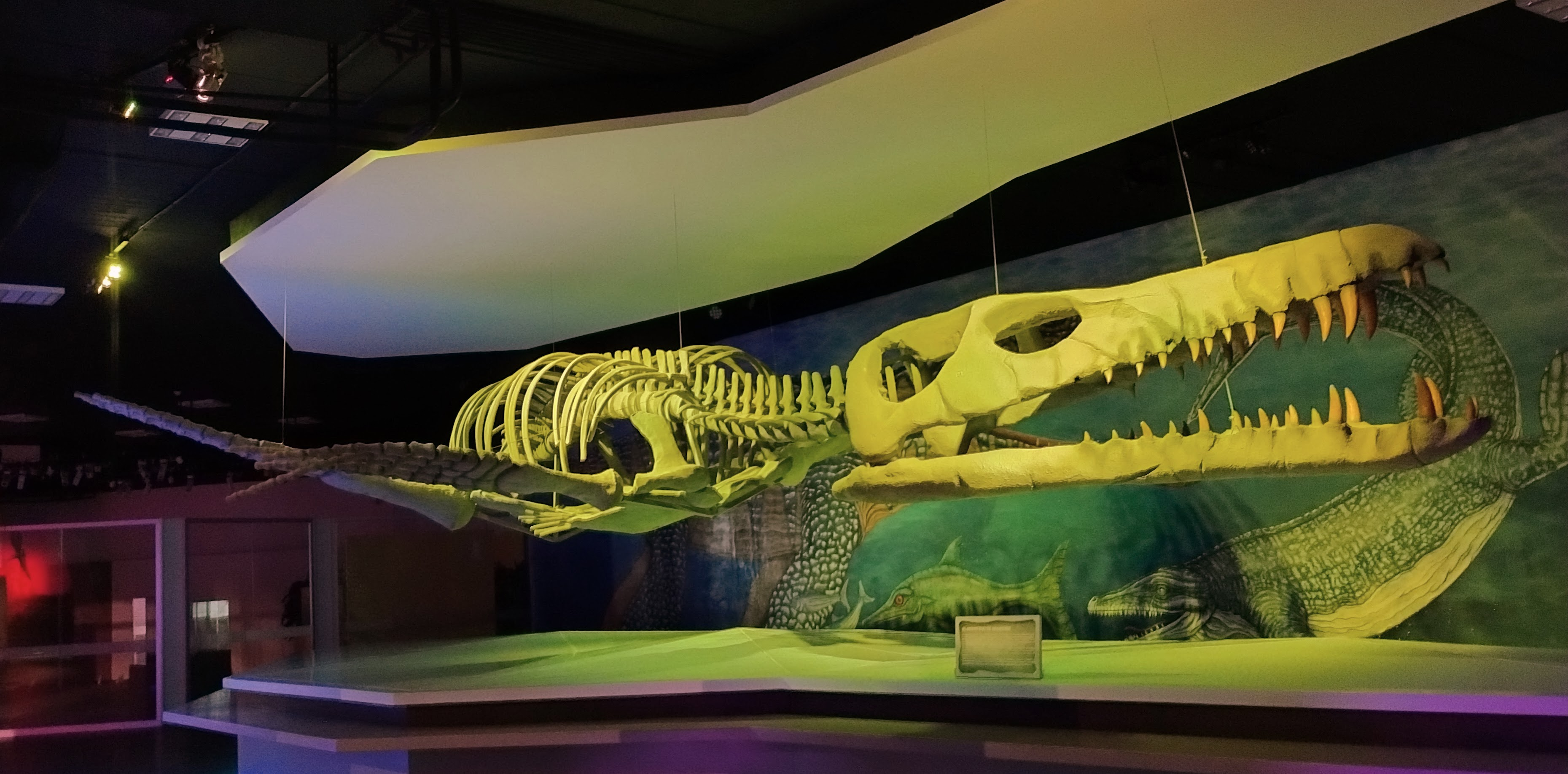
阿兰伯利怪兽骨骼模型

阿兰伯利怪兽（"Monster of Aramberri"）又称阿兰伯利上龙（"Aramberri pliosaur"），为墨西哥晚侏罗世（启莫里期）拉卡哈组发现的一件大型上龙科标本的非正式名称。“阿兰伯利上龙”的体长估计处在10—11（33—36英尺）左右。

### 甘沧龙

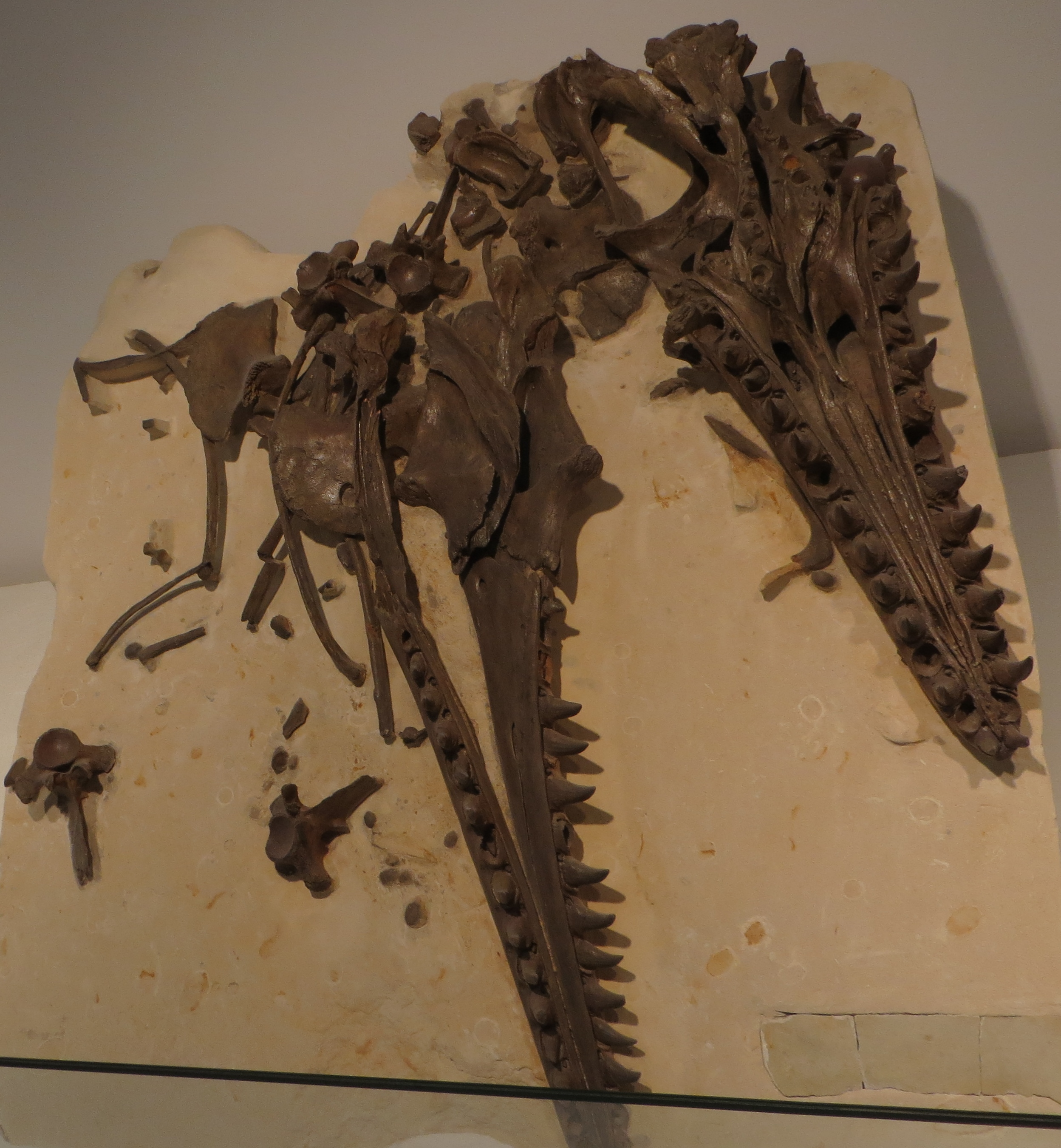
“甘沧龙”的颅骨

甘沧龙（Mosasaurus "glycys"）为斯特里特在其以沧龙分类系统为主题的博士论文中创建的论文名。这一新种是根据比利时某未知地点出土的IRSNB R12标本所提出，与沧龙属下所有物种的区别在于一切有齿骨骼（前颌骨、上颌骨、齿骨及翼骨）上的牙齿数目均少于霍氏沧龙（M. hoffmannii），但翼骨及上颌骨的牙齿少于雷氏沧龙（M. lemonnieri），此外还有着与其它沧龙物种均不同的独特颧骨形态。种加词“glycys”意为“甜的”，指比利时在巧克力生产方面的声誉。颅骨长约1（3.3英尺），尺寸近似霍氏种正模，不过有人提出该标本可能是一只幼体。

## N

### 中川蛇颈龙

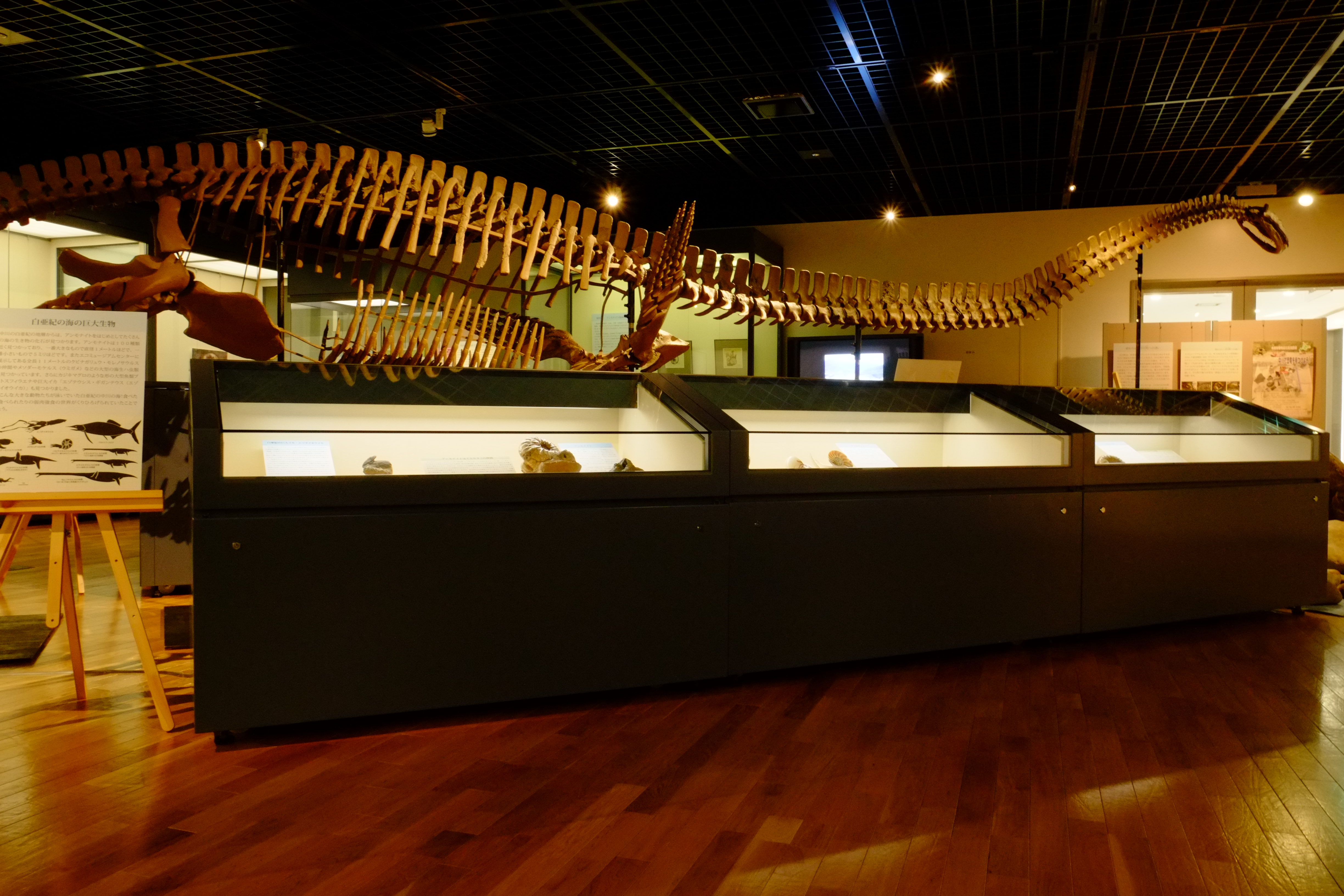
中川蛇颈龙的骨骼模型

中川蛇颈龙（日语： Nakagawa-kubinagaryu）为北海道中川町马斯特里赫特期虾夷群沉积物中发现的一件薄板龙科标本（NMV 2）的昵称。该标本包括破碎的颅骨及部分颅后材料，与莫雷诺龙具有相同特征。由于化石保存较差，很难将其与双叶龙直接进行比较，尽管后者不具备莫雷诺龙和NMV 2所拥有的大型肱骨。

### 纳伦鳄
纳伦鳄（"Narynsuchus"）是棱角鳞鳄科已灭绝的一属，因从未有过正式描述而被视为裸名。此名是1990年为巴拉班塞组发现的化石材料所取，该地层在吉尔吉斯斯坦费尔干纳盆地萨雷卡迈什塞伊1号地（Sarykamyshsai 1 locality）的FTA-30遗址形成一层透镜体，地质年代可追溯至中侏罗世卡洛夫期。拟定的模式种是费尔干纳纳伦鳄（"Narynsuchus ferganensis"），已知材料包括有着典型横纹的硕大牙齿及一根粗壮的左胫骨。有人认为“纳伦鳄”比当地另一种鳄型类孙氏鳄更为庞大，因为归入该属的已知材料有着更大的尺寸。该材料最初于1989年鉴定为属于鳄形类新种，并归为佩佩鳄的一个不确定物种。

## O

### 鲕喙龙
鲕喙龙（"Oolithorhynchus"）是种非正式命名的翼龙，根据英国中侏罗世（巴通期）漂白土组埃福德段（Eyford Member）被归入喙头龙的大量肱骨所建立。提出此名的论文并未正式发表，因此“鲕喙龙”是一个手稿名。

## P

### 平龟
平龟（"Platychelone"）是种非正式命名的史前海龟，生存于马斯特里赫特期的荷兰。拟定的模式种是缺口平龟（"Platychelone emarginata"），由路易斯·多洛于1909年命名，但鉴于该分类单元只是根据一个未描述且无插图的大甲壳所建立，故视之为裸名。

### 帕里拉乌翼龙
帕里拉乌翼龙（"Parirau"，毛利语“翅膀”）为翼龙目非正式命名的一属，化石发现于早白垩世（坎帕期至马斯特里赫特期）的新西兰塔霍拉组曼加塔尼瓦段（Maungataniwha Member）。拟定的模式种为古老帕里拉乌翼龙（"Parirau ataroa"），是在2019年的一份预印本中根据一块左尺骨（NZMS CD 467）命名，这也使其沦为裸名。NZMS CD 467原于1988年的论文中被描述为一种可能与桑塔纳翼龙近缘的不明翼龙物种，后来又被鉴定为分类不明的神龙翼龙科，均与将其归入枪嘴翼龙科的2019年预印本相悖。

### 普莱斯龙
普莱斯龙（"Pricesaurus"，意为“卢埃林·伊沃·普莱斯的蜥蜴”）是一个根据目前归入古魔翼龙的遗骸所建立的裸名。拉斐尔·吉奥亚·马丁斯－内托（Rafael Gioia Martins-Neto）在1986年的一次演讲中首次提及这些遗骸，并将模式种取名为巨齿普莱斯龙（"Pricesaurus megalodon"）。其声称自己发现了几项独特特征，但后续研究证明他注意到的所有特征皆没有鉴别性，该分类单元也因违反命名惯例而被裁定为无效。

### 原空骨龙
原空骨龙（"Procoelosaurus"）为据称属于翼龙形态类的一个非正式属，化石发现于德克萨斯州晚三叠世的库珀谷组。拟定的模式种短颈原空骨龙（"Procoelosaurus brevicollis"）是在2002年的一篇学位论文中命名，文中根据后肢形态将其分类为一种与翼龙近缘的鸟颈类主龙。2008年的一篇学位论文亦提及其它鉴定为“原空骨龙”近似种的疑似标本。该物种于2013年被非正式称作“前凹型椎骨分类单元A”。

### 似翼龙
似翼龙（"Pteromimus"）为据称属于翼龙形态类的一个非正式属，化石发现于德克萨斯州晚三叠世的库珀谷组。拟定的模式种长颈似翼龙（"Pteromimus longicollis"）是在2002年的一篇学位论文中命名，文中根据后肢形态将其分类为一种与翼龙近缘的鸟颈类主龙。2008年的一篇学位论文中提到一块鉴定为“似翼龙”近似种的颈椎。该物种于2013年被非正式称作“前凹型椎骨分类单元B”。

## R

### 𫛭锁龙

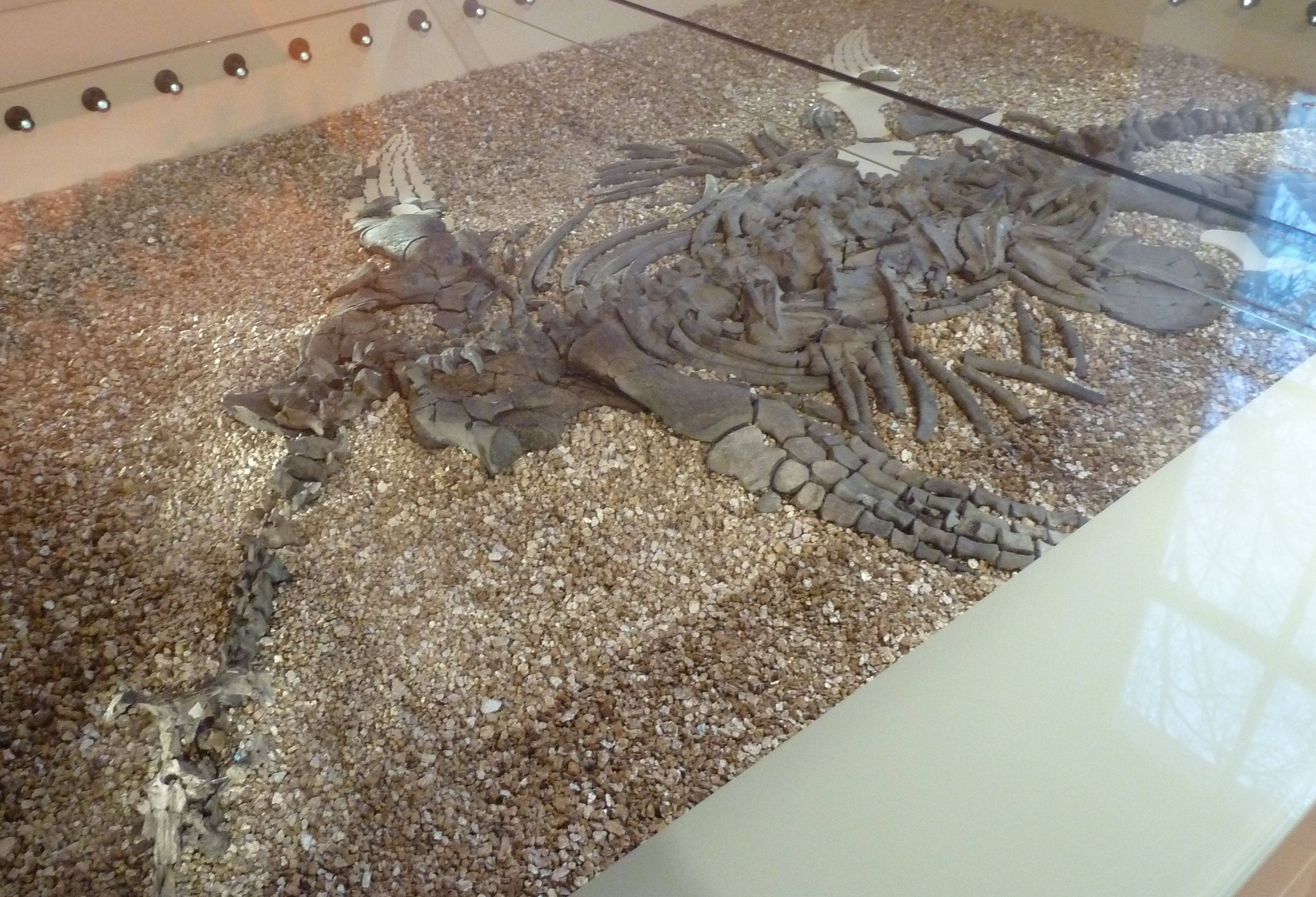
“布氏𫛭锁龙”正模标本

𫛭锁龙（"Raptocleidus"）为英国南部莱姆里吉斯早侏罗世沉积物（普连斯巴奇期）中发现的一种蛇颈龙类。该属包括两个物种：布氏𫛭锁龙（"Raptocleidus blakei"）建立自标本LEICT G1.2002，为先前称作“布洛克利蛇颈龙”（"Blockley plesiosaur"）的标本之一；邦氏𫛭锁龙（"Raptocleidus bondi"）则建立自标本NHMUK R16330，两者皆是在2002年的一篇学位论文中非正式命名。文中还将其它两件“布洛克利蛇颈龙”标本（BHI 126445及GLRCM标本）及多塞特郡出土的另一件蛇颈龙标本（BRSMG Ce17972a-o）归入“𫛭锁龙”未定种。𫛭锁龙貌似是种小型蛇颈龙，身长估计为3（9.8英尺）左右。

### 喙手龙
喙手龙（"Rhamphodactylus"）是奥利佛·劳赫（Oliver Rauhut）于2012年为一件来自默恩海姆组的疑似原始翼手龙亚目化石起的昵称。此名指其兼具喙嘴翼龙亚目及翼手龙亚目的混合特征。保存下来的颅骨与翼手龙尤为相似，尾部则类似喙嘴翼龙亚目，但同样类似于达尔文翼龙，肩部及前肢均与喙嘴翼龙相似，而掌骨则几乎正好介于这两个主要演化支之间。尽管已承认该化石材料可能属于一个新的分类单元，但正式描述尚未发表。部分文献已使用昵称“喙手龙”称代指这一重要化石，甚至将其纳入系统发育分析并恢复为一种基干翼手龙亚目（单窗孔类）。德国派恩滕组还出土了一件同样具有混合“过渡型”特征的类似化石，于2024年被正式命名为原翼手龙。

### 里士满上龙

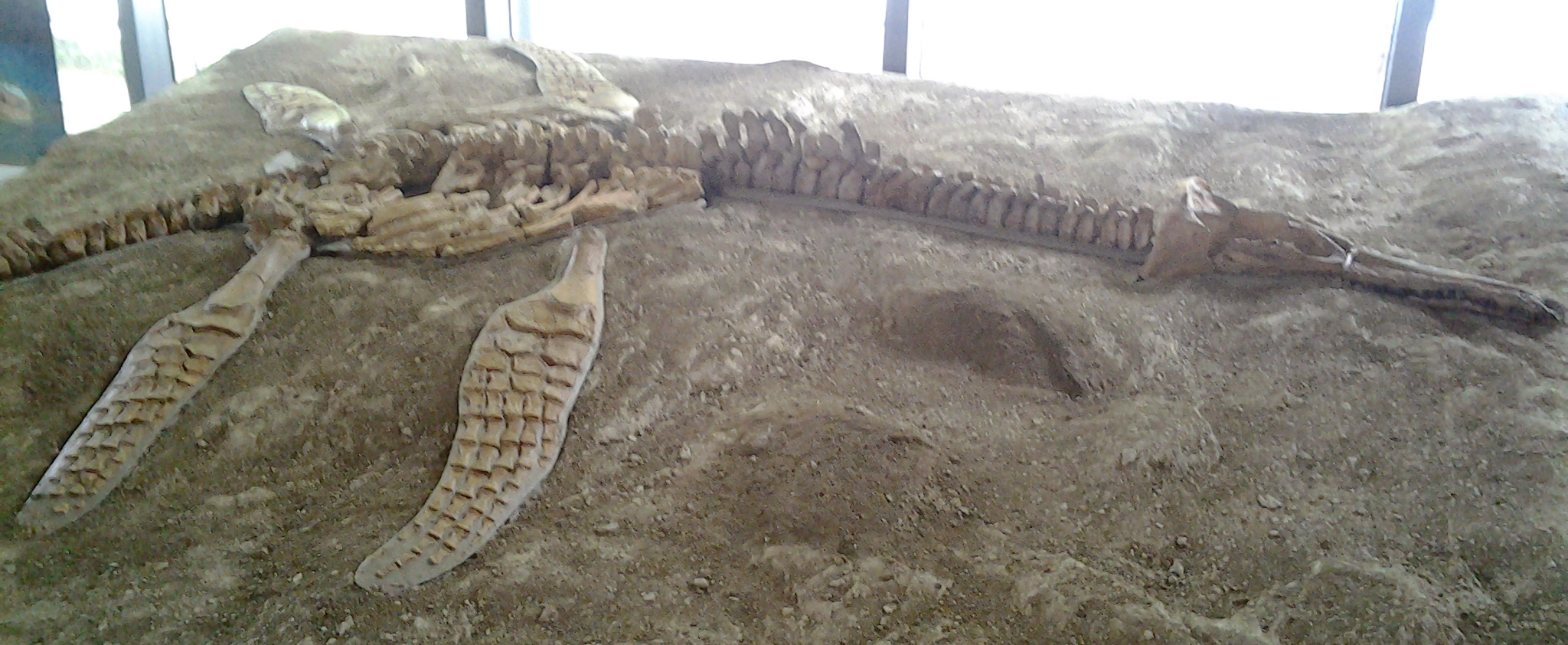
“里士满上龙”的骨骼

里士满上龙（"Richmond pliosaur"）又称“Penny”，是为澳洲早白垩世（阿尔布期）阿拉鲁组发现的一具完整双臼椎龙科标本（QM F18041）取的非正式称呼。这具关节连接的完整标本发现于1989年10月，长度测为5（16英尺）左右。此标本被归入双臼椎龙科中的眼泳龙类，后者还包括近滑齿龙和槽鳄龙。

## S

### 萨摩昔海龟
萨摩昔海龟（日语： Satsuma-mukashi-umigame，意为“萨摩古代的海龟”）是为日本鹿儿岛县狮子岛森诺曼期御所浦群发现的一种海龟所取的昵称。其仅从部分胸甲及单块颈椎获悉，这些化石与科尔索龟和弓海龟等史前海龟具有相同特征，是日本已知最古老的海生龟鳖目化石。估计壳长为70（28英寸）左右。

### 宇都宫萨摩龙

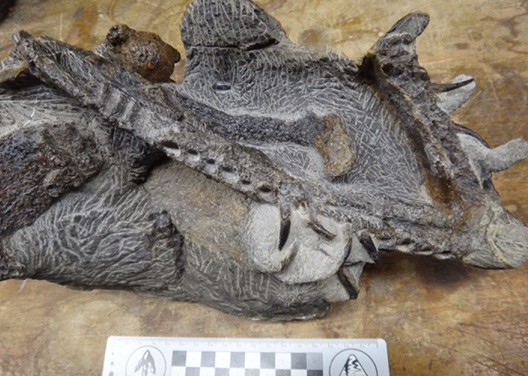
“宇都宫萨摩龙”的下颌骨

宇都宫萨摩龙（日语： Satsuma-utsunomiya-ryu）是为日本鹿儿岛县狮子岛森诺曼期御所浦群发现的一种薄板龙科蛇颈龙所取的昵称。其化石时期为距今一亿年左右，是东亚已知最古老的薄板龙科。已知材料包括下颌骨、舌骨、颅骨碎片、四十节颈椎和一个肢骨，疑似属于幼年个体，牙齿表面纹饰及颈椎特征暗示“宇都宫萨摩龙”可能代表一个新物种。该物种得名自化石发现地古称“萨摩”及发现者宇都宫聪。2021年，宇都宫村与中岛保寿报道称在其咽喉区域周围发现了返流的“食丸”。

### 萨摩翼龙
萨摩翼龙（日语：／ Satsuma-yokuryu）是为日本鹿儿岛县狮子岛森诺曼期御所浦群出土的部分翼龙肢骨所取的昵称。邻近区域还出土了蛇颈龙类的“宇都宫萨摩龙”化石。该标本由宇都宫聪在电视节目期间首次发现，他与中岛保寿研究这些材料后发现其属于肢骨的一部分。“萨摩翼龙”的翼展可能为4（13英尺）左右。

### 新义州翼龙
新义州翼龙（"Sinuiju pterosaur"）为赋予朝鲜新义州组发现的一件蛙嘴龙科标本（CKGP 19960828，原为PS198922）的非正式名称，该标本现已暂时归入宁城热河翼龙近似种。还发现了另一件翼龙标本（PS199921），同样出土于该地层。

### 斯皮顿黏土组的蛇颈龙类

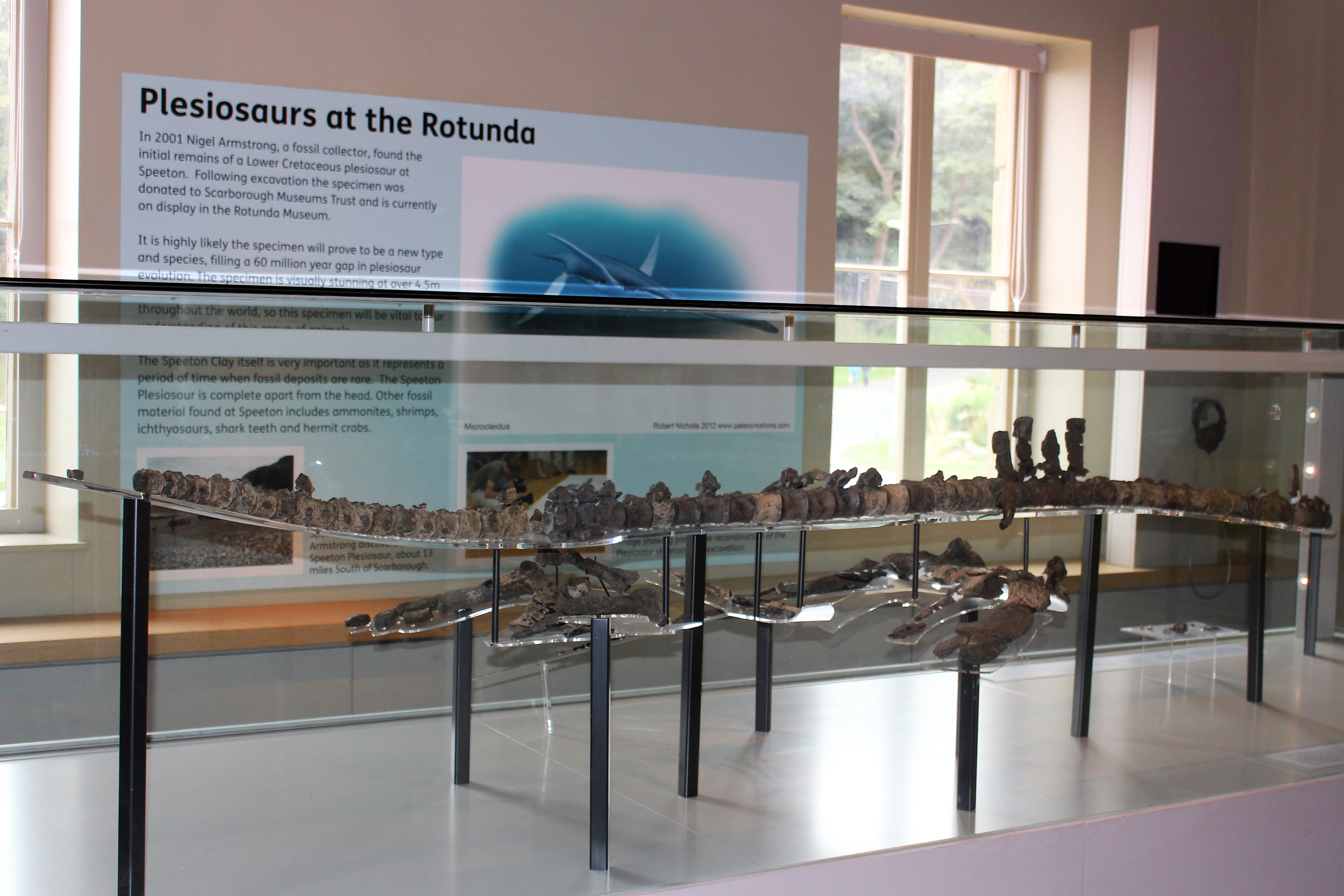
斯皮顿黏土组的蛇颈龙类标本

斯皮顿黏土组的蛇颈龙类（"Speeton Clay plesiosaurian"）是对英国约克郡早白垩世（豪特里维期）斯皮顿黏土组发现的两件薄板龙科标本（NHMUK PV R8623及SCARB 200751）的称呼。该物种在薄板龙科中的位置相对基础，处于威德尔泳龙类以外。

### 巴雷托尼狭蜥鳄
巴雷托尼狭蜥鳄（"Steneosaurus barettoni"）又称巴雷托尼的中喙鳄科（"Barettoni's metriorhynchid"），为意大利北部发现的一件晚侏罗世（可能为牛津期）中喙鳄科下颌骨标本（MGP-PD 26552）的非正式名称。安德里亚·考尔估计这种动物全长3.7（12英尺）左右，并暂时将该标本归入尼普顿龙鳄，其他学者则认为其很可能属于一个独立的分类不明的中喙鳄科物种。

### 坚蜥龙
坚蜥龙（"Stereosaurus"）是英国剑桥海绿石砂（森诺曼期）发现的一种蛇颈龙。该属包括三个物种：扁鳍坚蜥龙（"Stereosaurus platyomus"）、短背坚蜥龙（"S. cratynotus"）及狭鳍坚蜥龙（"S. stenomus"），均由英国古生物学家哈利·丝莱于1869年命名并归入蛇颈龙目。

### 苏莱曼鳄
苏莱曼鳄（"Sulaimanisuchus"）是中真鳄类非正式命名的一属，发现于巴基斯坦晚白垩世维达格里组，由马尔卡尼于2010年提及。拟定的模式种是金氏苏莱曼鳄（"Sulaimanisuchus kinwai"），正模标本为部分下颌骨联合。

## T

### 北方海王龙
北方海王龙（Tylosaurus "borealis"）是沧龙科的一个非正式物种，化石发现于大草原城东北约55（34英里）处，是在塞缪尔·加尔韦（Samuel Garvey）2020年的学位论文中命名。正模标本为编号TMP 2014.011.0001的不完整颅骨，是该属已知最北端的记录。

## U

### 海裔龙
海裔龙（"Umikosaurus"，意为“海洋之子蜥蜴”）为斯特里特在其以沧龙分类系统为主题的博士论文中创建的论文名，是为容纳樱井和彦等人于1999年命名的棱沧龙（Mosasaurus prismaticus）所提出。斯特里特的系统发育分析发现该物种并不属于单系的沧龙，而是浮龙与锥齿沧龙（作者将其更名为“锥齿滨龙”）的近亲，正如牙齿上嵴的形态所示。正模标本HMG 1065发现于日本北海道函渊群。

## W

### 瓦达纳昂蛇
瓦达纳昂蛇（"Wadanaang"，西莱基语中意为“大蛇”）是巨蛇科的一个无效属，拟定的模式种科赫苏莱曼瓦达纳昂蛇（"Wadanaang kohsulaimani"）由马尔卡尼（2021年）在知名掠夺性出版商美国科研出版社旗下期刊上首次命名。已知化石包括大量牙齿和一块脊椎，发现于晚白垩世的巴基斯坦维达格里组。

### 怀俄明翼龙
怀俄明翼龙（"Wyomingopteryx"）一名首次出现于罗伯特·巴克所绘的莫里逊组史前动物画作中，可能是巴克为一件类似帆翼龙的标本TATE 5999所取，因为该标本正是在怀俄明州发现的。

## Z

### 扎赫里龙
扎赫里龙（"Zahrisaurus"）是蛇颈龙目非正式命名的一个属，发现于巴基斯坦俾路支省晚侏罗世的苏莱曼群，由马尔卡尼（2019年）在知名掠夺性出版商美国科研出版社旗下期刊上首次描述。拟定的正模标本据称包括部分躯干及相连的肋骨。拟定的模式种是基尔穆拉扎赫里龙（"Zahrisaurus kilmoolai"）。